# 春日井市立藤山台小学校
春日井市立藤山台小学校（かすがいしりつふじやまだいしょうがっこう）は、愛知県春日井市藤山台にある公立小学校である。ダブルコリドー型の校舎である。

## 歴史

### 旧 藤山台小学校時代
- 1970年（昭和45年）5月 - 開校[5]。高蔵寺ニュータウンの中で最も早く開校した小学校となった[5][6]。

#### 学校統廃合の経緯
藤山台には当校のほかにも、春日井市立藤山台東小学校と春日井市立西藤山台小学校の計3つの小学校が存在していた。しかし、2010年代になるとそれぞれの学校で児童数が減少し、特に当校と藤山台東小学校は1学年1学級の小規模校になった。そこで、春日井市では初めての過小規模による学校統合を行い、藤山台に所在している小学校を段階的に1校に集約することを決める。また、同時に藤山台小学校の校舎建て替えが実施されることが決定した。
- 2013年（平成25年）4月1日 - 藤山台小学校と藤山台東小学校が統合される。新校舎建設のため、暫定的に旧藤山台東小学校の校地に移転[7]。
- 2016年（平成28年）4月1日 - 藤山台小学校と西藤山台小学校が統合される。同時に元の校地に再移転[7][9]。

なお、廃校となった2校の校地は校舎やグラウンドの再活用が計画された。旧藤山台東小学校校地は、2018年4月に春日井市によって多世代交流拠点施設「グルッポふじとう」として開館。旧西藤山台小学校校地は閉校後しばらくは使用されていなかったが、2024年4月に地域交流施設「ノキシタプレイス」として開業。

### 新 藤山台小学校時代
- 2016年（平成28年）2月 - 春日井市立藤山台小学校が竣工した[4]。
- 2016年（平成28年）4月 - 春日井市立藤山台小学校が開校した[12]。

## 建物
設計者は東京大学吉武・仲研究室と株式会社三阪建築設計事務所である。

### 面積
- 敷地面積は3,551平方メートル[6]。
- 床面積は1階が2,184m平方メートル、2階が953平方メートル、体育館が601m平方メートルである[6]。
- 延床面積は10,771平方メートルである[4]。

## アクセス
JR中央線・愛知環状鉄道線 高蔵寺駅より名鉄バスで「藤山台」下車。